# Wilhelmina Brinkhoff

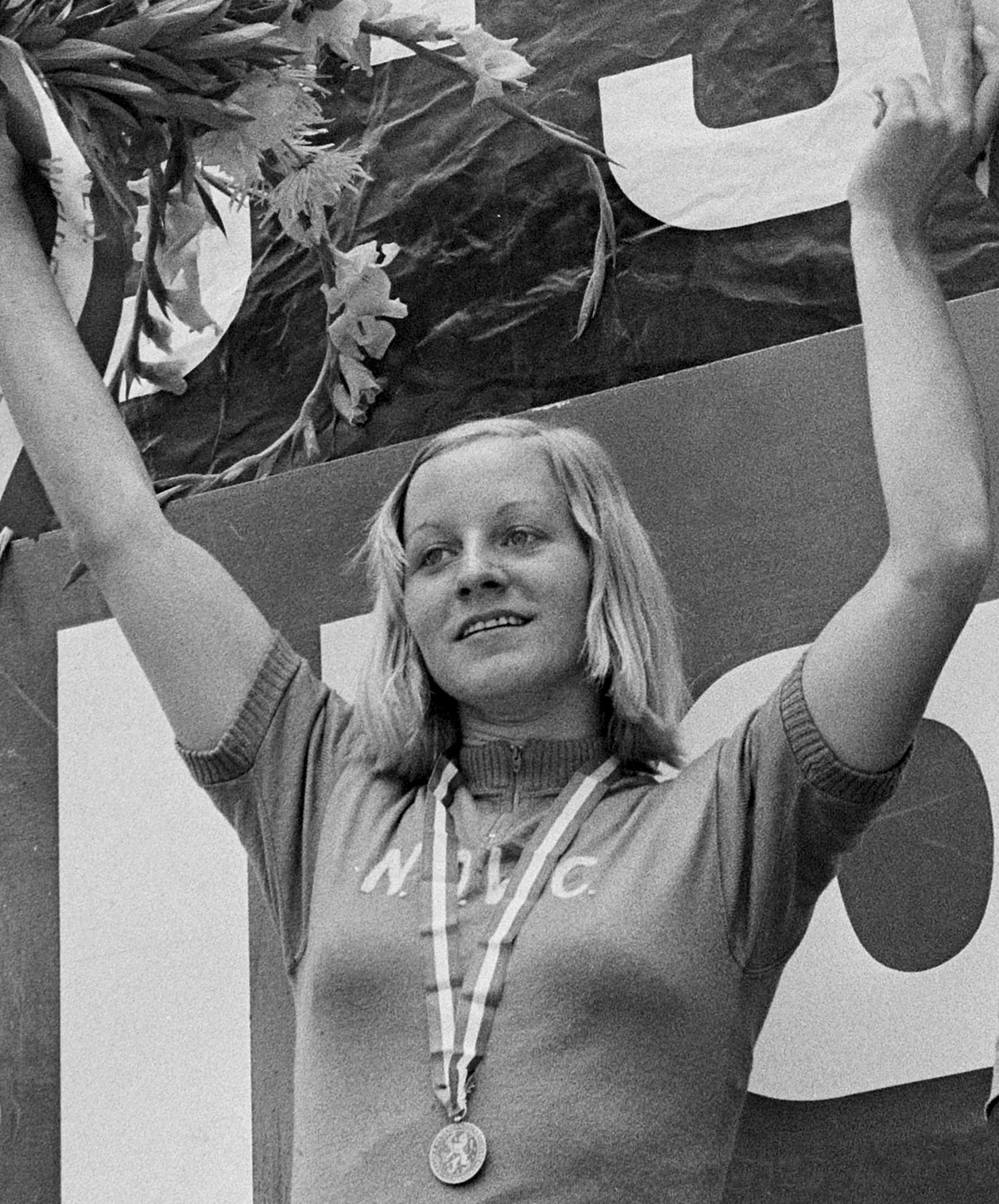
Minnie Brinkhof, 1974

Wilhelmina „Minie“ Brinkhoff (* 19. Dezember 1952 in Zevenaar) ist eine ehemalige niederländische Radrennfahrerin.
Minie Brinkhoff war eine der erfolgreichsten und vielseitigsten Radsportlerinnen der Niederlande in den 1970er Jahren. 1972 wurde sie niederländische Meisterin im Sprint auf der Bahn, belegte den zweiten Platz in der Einerverfolgung und den dritten im Straßenrennen. Im selben Jahr wurde sie in Marseille Dritte bei den Bahn-Weltmeisterschaften im Sprint. 1973 wurde Brinkhoff Zweite bei den niederländischen Meisterschaften im Sprint und Dritte in der Verfolgung; im Jahr darauf nochmals niederländische Meisterin im Sprint, in der Verfolgung belegte sie Rang drei, im Straßenrennen Rang zwei.
Bei den UCI-Straßen-Weltmeisterschaften 1977 in San Cristóbal wurde sie Dritte im Straßenrennen. Zweimal, 1971 und 1972, gewann sie zudem das renommierte Straßenrennen für Frauen „Profronde van Surhuisterveen“.
Minie Brinkhoff war in erster Ehe mit dem niederländischen Bahnradsportler Peter Nieuwenhuis verheiratet.